# Capote (cràter)
Capote és un cràter d'impacte en el planeta Mercuri de 88 km de diàmetre. Porta el nom de l'escriptor estatunidenc Truman Capote (1924-1984), i el seu nom va ser aprovat per la Unió Astronòmica Internacional el 2013.